# San Bartolomeo al Mare
San Bartolomeo al Mare é uma comuna italiana da região da Ligúria, província de Impéria, com cerca de 2.964 habitantes. Estende-se por uma área de 10 km², tendo uma densidade populacional de 296 hab/km². Faz fronteira com Andora (SV), Cervo, Diano Castello, Diano Marina, Diano San Pietro, Villa Faraldi.

## Demografia
| Variação demográfica do município entre 1861 e 2011                               |
|                                                                                   |
| Fonte: Istituto Nazionale di Statistica (ISTAT) - Elaboração gráfica da Wikipedia |